# 괴산 김항묵 고택
괴산 김항묵 고택(槐山 金恒默 古宅)은 충청북도 괴산군 칠성면 율원리에 있는 조선시대의 가옥이다.
1980년 11월 13일 충청북도의 유형문화재 제74호 '괴산성산리고가'로 지정되었다가, 1984년 1월 14일 대한민국의 국가민속문화재 제136호 '괴산 김기응 가옥'로 지정되었고, 2017년 2월 28일 현재의 명칭으로 변경되었다.

## 개요
낮은 동산을 배경으로 양지바르고 터 좋은 곳에 자리잡고 있는 집으로 '칠성고택'이라고도 부른다. 안채는 조선 후기(1800년대 초반)에 지은 것이고 사랑채, 중문채, 대문채 등은 나중에 지은 것들이라 한다.
대문채, 중문채, 사랑채, 행랑채, 안채, 광채, 헛간채로 구성되어 있는 규모가 매우 큰 집이다. 기다란 바깥행랑채 대문을 들어서면 바깥마당이고 그 왼편에 광채가 있다. 광채 위쪽으로 중문간채가 있고 오른쪽에는 사랑채가 자리잡고 있다. 중문을 들어서면 왼쪽에 헛간채, 오른쪽에 다시 중문이 있어 이곳을 들어서면 안행랑채와 안채가 있다.
안채는 'ㄷ'자형 평면으로 남도식 배치방법을 띠고 있다. 대청을 중심으로 왼쪽에 안방, 부엌(찬방 포함)을 두었으며 오른쪽에 건넌방을 놓았다. 안방과 건넌방 앞에 툇마루를 만들었는데 건넌방 앞까지 설치해 통로로 이용한 점이 특이하며, 한쪽 옆면 전체를 부엌으로 크게 만든 점 역시 주목할 만하다.
사랑채는 'ㄱ'자 모양으로 안채 쪽에서부터 부엌, 아랫사랑방, 꺾어져 큰사랑방, 대청, 건넌방으로 구성되어 있다. 큰사랑 옆으로는 누마루를 마련하였고 건넌방까지 툇마루를 달았다. 나머지 건물들은 20세기초에 지은 것들로 바깥행랑채는 11칸 크기에 광, 방, 헛간 등이 배치되어 있다. 광채는 6칸으로 양 끝에 온돌을 설치하였다.
집을 지은 기법이 옛 법식을 잘 따르고 있으며 크고 작은 공간구성의 배열 또한 짜임새 있게 갖추고 있는 양반집으로, 우리나라 전통 상류주택연구에 좋은 자료가 되는 건물이다.

## 참고 자료
- 괴산 김항묵 고택 - 국가유산청 국가유산포털